# Wald-Schnirkelschnecke
Die Wald-Schnirkelschnecke (Macularia sylvatica, Syn.: Cepaea sylvatica, auch in der Falschschreibung Cepaea silvatica), auch Berg-Bänderschnecke oder Fleckenstreifige Bänderschnecke ist eine auf dem Land lebende Schnecken-Art aus der Familie der Schnirkelschnecken (Helicidae), die zur Unterordnung der Landlungenschnecken (Stylommatophora) gerechnet wird. Nach neuen molekulargenetischen Untersuchungen gehört sie nicht mehr zur Gattung der Bänderschnecken.

## Merkmale
Das rechtsgewundene Gehäuse misst 18–25 mm (selten bis 28 mm) in der Breite und 12–16 mm in der Höhe. Oberhalb der Baumgrenze sind die Tiere generell kleiner und die Gehäuse erreichen nur noch Durchmesser von 16 bis 17 mm. Das Gehäuse ist leicht gedrückt kugelig und weist 5 bis 6 Windungen auf, die regelmäßig anwachsen. Bei erwachsenen Tieren fällt die Mündung etwas aus der Windungsachse ab.  Die Lippe in der Mündung ist am Nabel bräunlich, zur Naht hin hell bis weißlich. Im Spindelbereich ist die Lippe schwielenartig verstärkt, ein Charakteristikum der Art. Das untere Ende des Spindelkallus liegt relativ weit oben, der Mundrand konvergiert nabelwärts nicht mit der Innenlippe-Spindelkante. Der Nabel ist bei juvenilen Exemplaren offen, bei erwachsenen Tieren meist vom Mundsaum überdeckt.
Die Oberfläche ist grob und unregelmäßig gestreift sowie fein spiralig gestreift. Die Grundfärbung des Gehäuses ist weißlich oder gelblich. Von den insgesamt meist fünf Bändern sind die drei unteren Bänder meist vergleichsweise breit und vollständig ausgebildet, die zwei oberen Bänder sind dagegen sehr schmal, und/oder in Fleckenreihen aufgelöst. Aber auch die drei unteren Bänder können bei manchen Populationen zu Fleckenreihen aufgelöst sein. Schwierig ist die Bestimmung bei albinotischen Exemplaren, bei denen die Bänderung komplett fehlt.
Auf einer waagrechten Ebene kriechend erreicht der Weichkörper eine Länge von 40 bis 50 Millimeter. Der Kopf, der Hals und der Rücken sind graubraun bis schwärzlich, die Seiten sind dagegen gelblichweiß. Auf dem Rücken verläuft, zwischen den beiden Augenträgern beginnend eine weiße Linie, die sich deutlich von der dunklen Grundfarbe des Körpers abhebt. Die Fußsohle ist gelblichweiß, das Ende des Fußes stumpfwinklig gekielt. Der halbmondförmig gebogene Kiefer mit trunkierten Enden ist dunkel hornbraun gefärbt. Er ist 1,4 bis 1,7 mm breit und 0,7 bis 0,9 mm hoch, und ist mit drei bis vier Leisten versehen, die die oberen und unteren Ränder überragen. Die Radula (Raspelzunge) ist 5,2 mm lang, 1,9 mm breit und weist 144 bis 149 Querreihen von Zähnen auf. In einer Halbquerreihe stehen 41 bis 44 Zähne: ein einspitziger Mittelzahn, die etwas größeren, unsymmetrischen Seitenzähne sind zunächst, vom Mittelzahn aus gesehen ebenfalls einspitzig. Ab dem 10. bis 12. Zahn erscheint dann außen eine kleine Nebenspitze, die bei weiter nach außen folgenden Zähnen größer wird. Gleichzeitig bildet sich durch Unterteilung der ursprünglichen Spitze innen eine weitere kleine Spitze aus. Am äußeren Rand kann sich auch die äußere Nebenspitze teilen, sodass dort vierspitzige Zähne auftreten können.

Kiefer der Wald-Schnirkelschnecke (nach Hesse, 1920)

Radula der Wald-Schnirkelschnecke (nach Hesse, 1920)

Im Geschlechtsapparat ist die Zwitterdrüse kompakt nierenförmig, der 8 bis 12 mm lange Zwittergang ist sehr stark in kurze s-förmige Falten gelegt. Die meist durchscheinende Albumindrüse (oder Eiweissdrüse) ist horngelb oder dunkel zitronengelb. Sie ist schmal zungenförmig und 15 bis 24 mm lang. Der Spermovidukt ist 20 bis 35 mm lang, durchscheinend weißlich und gelatinös. Der freie Eileiter ist kürzer als die Vagina. Die Spermathek ist klein rundlich mit einem langen, dünnen Stiel. Dieser ist nahe an der Basis deutlich verdickt. Etwa auf der Hälfte der Länge des Stieles zweigt ein dünnes Divertikulum ab, das mehr als doppelt so lang wie die zwei Hälften der Spermathek mit Stiel ist. Die Samenblase misst 2 bis 4 mm im Durchmesser. Aus dem vorderen Rand der Vagina entspringt der dick-keulenförmige Pfeilsack, der 4 bis 6 mm lang ist. Er enthält einen leicht gekrümmten bis fast geraden Liebespfeil von 4,5 bis 5 mm Länge. Er weist einen kurzen Hals, eine lange Klinge von vier Längsleisten und eine mit 10 bis 15 Längsrippen versehenen Krone auf. Die vier symmetrisch angeordneten Längsleisten auf der Klinge verbreitern sich nach außen und werden zur Spitze hin allmählich schmaler. Zwei sich gegenüber stehende Längsleisten sind mittig mit einer flachen, sehr schmalen Längsrinne versehen. Bei den zwei anderen gegenständigen Längsleisten fehlt diese Längsrinne. Hinter der Basis des Pfeilsackes entspringen die Glandulae mucosae mit jeweils einem kurzen Stiel von 2 bis 4,5 mm (selten bis 7 mm). An jeder Drüse sitzen meist etwa 4 Zweige (selten auch mehr: bis sechs, oder weniger: bis 3). Die Zweige werden 13 bis 23 mm lang.

Geschlechtsapparat der Wald-Schnirkelschnecke (nach Hesse, 1920)

Liebespfeil der Wald-Schnirkelschnecke (nach Hesse, 1920)

Im männlichen Genitaltrakt ist der Penis mit 5 bis 8 mm relativ kurz. Er weist am Übergang zum Epiphallus zwei ringförmige Wülste auf. Der schlanke Epiphallus ist etwa ebenso lang wie der Penis. Der Penisretraktormuskel inseriert am äußeren Ringwulst, etwa in der Mitte des männlichen Organs (Penis und Epiphallus). Am Eintritt des Samenleiters in den Epiphallus zweigt ein sehr langes und dünnes Flagellum ab, das etwa dreimal so lang ist wie Penis und Epiphallus zusammen. Der Samenleiter ist vergleichsweise kurz und gerade.
Der Chromosomensatz beträgt 2n = 50.

## Ähnliche Arten
Das Gehäuse ist in der Form dem der Garten-Bänderschnecke (Cepaea hortensis) sehr ähnlich. Es unterscheidet sich jedoch in der Größe, Die Garten-Bänderschnecke ist im Durchschnitt deutlich kleiner, und hat im Durchschnitt auch etwas weniger Windungen. Die Anwachsstreifung ist bei der Gerippten Bänderschnecke deutlich gröber und etwas unregelmäßiger. Ein Charakteristikum der Wald-Schnirkelschnecke ist eine schwielenartige Verdickung der Mündungslippe im Spindelbereich. Der obere und untere Rand der Mündung verlaufen annähernd parallel, bei der Gerippten Bänderschnecke (Caucasotachea vindobonensis) konvergieren oberer und unterer Mündungsrand zum Nabelbereich hin. Die Mündungslippe ist bei dieser Art und bei der Hain-Bänderschnecke (Cepaea nemoralis) bräunlich, bei Cepaea hortensis weißlich.
Der Liebespfeil der Gerippten Bänderschnecke (Caucasotachea vindobonensis) ist mit 3 bis 3,5 mm deutlich kürzer, das betrifft sowohl Klinge, Hals und Krone. Dabei ist der Liebespfeil annähernd gleich dick, im oberen Klingenbereich ist er bei der Gerippten Bänderschnecke sogar etwas dicker. Ein Paar der Klingenleisten ist außen breiter als das andere Paar der Längsleisten. Der in der Größe und im Querschnitt ähnliche Liebespfeil von Garten-Bänderschnecke (Cepaea hortensis) hat einen stärker eingeschnürten Hals und eine kürzere Krone. Stärker verschieden ist der wesentlich größere Liebespfeil der Hain-Bänderschnecke (Cepaea nemoralis), dessen Längsleisten auf der Klinge am äußeren Schneidenende sich nicht verbreitern. Zudem ist ein gegenständiges Paar der Längsleisten etwas kürzer als das andere Paar Längsleisten, die größte Dicke wird in der Mitte der Klinge erreicht.
Im Genitaltrakt ist sowohl bei Cepaea nemoralis wie auch bei Cepaea hortensis das Divertikulum am Stiel der Spermathek sehr kurz bis rudimentär. Bei Caucasotachea vindobonensis liegen die Äste der Glandulae mucosae (Schleimdrüsen) dicht an und sind auch weniger verzweigt. Bei Macularia sylvatica sind dagegen die Glandulae mucosae mehrmals verzweigt, die Äste stehen büschelförmig ab. Auch ist der Pfeilsack bedingt durch den kürzeren Liebespfeil kürzer. Das Flagellum im männlichen Genitaltrakt ist bei dieser Art im Verhältnis zur Penis/Epiphallus-Länge ebenfalls deutlich kürzer.
Bei der Hain-Bänderschnecke und der Garten-Bänderschnecke ist der Chromosomensatz 2n = 44, bei der Gerippten Bänderschnecke ist die Chromosomenzahl 2n=50.

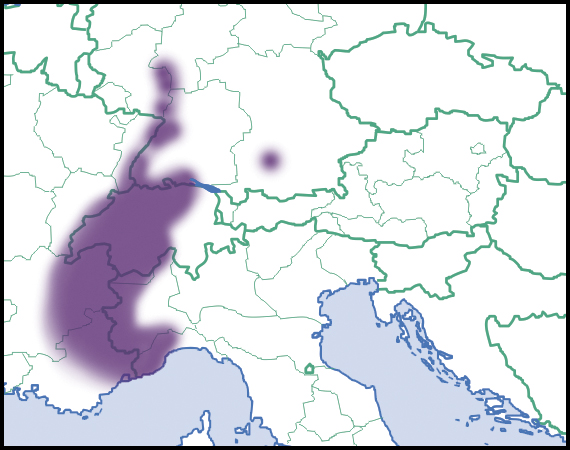
Verbreitung der Wald-Schnirkelschnecke in Europa (nach Welter-Schultes, 2012)

## Geographische Verbreitung und Lebensraum
Die Art ist in den schweizerischen, französischen und nordwestitalienischen Alpen und im Jura in Frankreich und der Schweiz sowie am Hochrhein bei Schaffhausen beheimatet. Früher kam sie auch auf der deutschen Seite des Hochrheins bei Waldshut sowie im Oberrheintal bis Karlsruhe und Worms vor. Ein letzter Nachweis aus Baden-Württemberg stammt allerdings von 1954. Seither ist sie verschollen und gilt als ausgestorben. Bei einer gezielten Nachsuche im Jahr 2020 wurde die vArt auf dem alten Friedhof in Waldshut wiederentdeckt. Gefunden wurden die nur wenigen Tiere durch die Biologen Anette und Stefan Rosenbauer im Auftrag des Roten Liste Zentrums. An anderen potentiellen Habitaten und historischen Fundorten gelang der Wiederfund nicht. Paul Hesse untersuchte noch 1920 Exemplare, die er aus der Nähe von Waldshut erhalten hatte. Einige Exemplare vom Hochrhein bei Schaffhausen wurden 1878 im Englischen Garten von Landsberg am Lech angesiedelt. Was aus dieser Kolonie geworden ist, ist unklar. Cepaea sylvativa ist nicht in der Roten Liste der gefährdeten Tiere und Gefäßpflanzen Bayerns aufgeführt. Demnach ist die Kolonie wohl wieder ausgestorben.
Die Wald-Schnirkelschnecke lebt in lichten Bergwäldern und feuchten Wiesen nahe den Wäldern, zwischen Kalkgeröllen und -blöcken zwischen 500 und 2.500 m Höhe (Valais). Sie kommt fast ausschließlich auf kalkigen Böden vor und benötigt hohe Luftfeuchtigkeit.

## Lebensweise
Über die Lebensweise der Art ist wenig bekannt. Die Tiere ernähren sich von frischem Grün, aber auch von Flechten. Nach Ewald Frömming kommt Selbstbefruchtung bei der Wald-Schnirkelschnecke nicht vor.

## Taxonomie
Das Taxon wurde 1801 von Jacques Philippe Raymond Draparnaud aufgestellt. Die Gattung Cepaea wird/wurde von einigen Autoren auch in Untergattungen gegliedert. In dieser Untergattungsgliederung, die auch noch von der Fauna Europaea vertreten wird, wird die Wald-Schnirkelschnecke in die Untergattung Cepaea (Austrotachea) Pfeffer, 1930 gestellt. 2015/16 wurde aber durch molekulargenetische Untersuchungen festgestellt, dass die Gattung Cepaea in der bisherigen Fassung polyphyletisch ist. Cepaea vindobonensis wurde in die Gattung Caucasotachea Boettger, 1909 transferiert, Cepaea sylvatica in die Gattung Macularia. Mit nur noch zwei rezenten Arten (Hain-Bänderschnecke, Garten-Bänderschnecke und einigen fossilen Arten) ist die Gattung Cepaea wieder monophyletisch.

## Gefährdung
Die Art ist in Deutschland ausgestorben oder verschollen. Nach der Einschätzung der IUCN ist die Art insgesamt jedoch nicht gefährdet.